# Гомес Гонсалес, Гомеро
Гомеро Гомес Гонсалес (исп. Homero Gómez González; 1969 — 1970, Окампо, Мексика — январь 2020) — мексиканский агроном и защитник окружающей среды. Бывший директор Биосферного заповедника бабочки Монарх в штате Мичоакан.

## Биография

### Карьера
Гомеро Гомес Гонсалес вырос на западе Мичоакана. Он происходил из семьи лесозаготовителей и был лесорубом, прежде чем стать активистом по охране окружающей среды и борьбе с лесозаготовками. Он скептически относился к усилиям по сохранению, опасаясь, что прекращение лесозаготовок приведет к бедности. Он учился в Автономном университете Чапинго и стал инженером-агрономом. Гомес позже увидел потенциал для туризма и сформулировал идею святилища. Он сотрудничал с защитниками природы из Всемирного фонда дикой природы и учёными.
К началу 2000-х Гомес прекратил вырубку леса и убедил других, когда последствия вырубки лесов стали очевидными. Вырубка леса в Росарио теперь запрещена законом. Он стал муниципальным президентом и комиссаром Эль-Росарио, его сменил Мигель Анхель Крус. Гомес руководил и был представителем заповедника бабочек монарха Эль-Росарио, входящего в состав биосферного заповедника бабочки Монарха.
Он использовал социальные сети для обмена изображениями бабочек-монархов. Гомес был известным активистом движения за бабочек. Он руководил усилиями по недопущению лесорубов в заповедник и организовывал марши, демонстрации и патрулирование против вырубки леса. Он сотрудничал с правительством, чтобы увеличить стипендию, которую местные фермеры могли получать за сохранение деревьев. Гомес управлял 150 гектарами восстановленных лесов. Он призвал 260 общинных землевладельцев вырубить кукурузные поля. Он был представителем эхидо в Эль-Росарио.

### Исчезновение и смерть
В последний раз Гонсалеса видели живым 13 января 2020 года на собрании в деревне Эль-Сольдадо. На следующий день его семья объявила его пропавшим без вести и что его похитили с просьбой выплатить выкуп, который, по словам правозащитницы Мэйт Кардона, заплатила семья. Более чем через две недели после его исчезновения его тело было обнаружено в доме. Он был найден в яме сельскохозяйственного назначения в штате Мичоакан с черепно-мозговой травмой, полученной до того, как наступила смерть от утопления. Он неоднократно осуждал незаконную вырубку лесов, среды обитания бабочек-монархов. Из-за его работы по борьбе с незаконной вырубкой деревьев прокуратура штата Мичоакан сообщила, что Гомер Гомес мог быть убит представителями организованной преступности.